# Baker Street

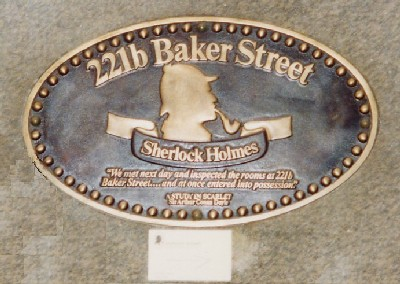
Gedenktafel für Sherlock Holmes

Die Baker Street ist eine Straße im Londoner Stadtteil Marylebone des Bezirks City of Westminster (NW1).
Sie ist nach dem Baumeister William Baker benannt, der die Straße im 18. Jahrhundert anlegte.

## Verbindung mit Sherlock Holmes
Die Straße ist am meisten bekannt für ihre Verbindung zur Romanfigur Sherlock Holmes von Sir Arthur Conan Doyle, die am Ende des 19. Jahrhunderts an der fiktiven Adresse Baker Street 221B im Norden der Straße residierte.
Die Adresse wurde erstmals in dem Roman Eine Studie in Scharlachrot (1887) erwähnt, zu dem Zeitpunkt waren die Adressen in der Baker Street allerdings in Realität nur bis zur Nummer 100 durchnummeriert.
Die Baker Street wurde später erweitert, und 1932 bezog die Abbey National Building Society ihre Räumlichkeiten in der Baker Street 219–229. Abbey National beschäftigte viele Jahre lang eine Vollzeitsekretärin, um Briefe an Sherlock Holmes zu beantworten, die an die Hausnummer 221B adressiert waren.
Als im Jahr 1990 das Sherlock Holmes Museum eröffnet wurde, wurde dort von der Stadt London eine blaue Plakette angebracht, die es zur offiziellen 221B Baker Street ernannte. Es folgte ein 15-jähriger Streit zwischen Abbey National und dem Holmes Museum um das Recht, an 221B Baker Street adressierte Post zu erhalten.
Erst nach der Schließung des Abbey House im Jahr 2005 wurde das Holmes Museum trotz seiner realen Lage zwischen 237 und 241 Baker Street zum alleinigen und offizielle Empfänger für an 221B adressierte Post. Die offizielle Anschrift lautet nun:
The Sherlock Holmes Museum

221b Baker Street

NW1 6XE, London

## Nutzung und Verkehr
Das Gebiet war ursprünglich ein erstklassiges Wohngebiet, wird aber heute hauptsächlich für Geschäftsräume genutzt.
Die U-Bahn-Station Baker Street ist heute in vielfacher Weise mit Motiven des Sherlock Holmes geschmückt. Dort verkehrt auch die im Volksmund schon seit der Eröffnung 1906 mit dem Kofferwort Bakerloo bedachte Linie.

## Trivia
- Während des Zweiten Weltkriegs hatte die geheime Spezialeinheit Special Operations Executive (SOE), die in Anspielung auf Sherlock Holmes auch als The Baker Street Irregulars bezeichnet wurde, ihr Hauptquartier in der Baker Street.

- Im Jahr 1978 besang Gerry Rafferty die Straße im gleichnamigen Rocksong, der insbesondere durch das von Raphael Ravenscroft gespielte Saxophonsolo bekannt ist.

- „Baker St. Muse“ ist ein Lied aus Jethro Tulls Album Minstrel in the Gallery, das 1975 veröffentlicht wurde. (Baker Street wird häufig in den Texten von Jethro Tull-Liedern erwähnt.)

- Am 11. September 1971 fand ein Bankraub in einer Filiale der Lloyds Bank in der Baker Street statt. Der Film The Bank Job aus dem Jahr 2008 basiert auf dem Raub der Lloyds Bank in der Baker Street von 1971.

- Die Seychellen unterhalten ein Konsulat in der 111 Baker Street.

- Dr. House wohnt ebenfalls in einem Haus mit der Nummer 221 und in der Wohnung B (Episode 7, Staffel 2).[1] In der Episode Fehlerkultur (Staffel 7, Episode 13) ist auf seinem Führerschein die Adresse 221 Baker Street, Apt. B, Princeton, NJ 08542 zu sehen, die ebenfalls in der Episode Henry und die Frauen (Staffel 8, Episode 17) auf dem Bescheid der US-Einwanderungsbehörde für House' Ehefrau Dominika zu sehen ist.